# Genkinite
La genkinite è un minerale.